# Xylena
Genre
Le genre Xylena regroupe des lépidoptères (papillons) de la famille des Noctuidae. Leur sous-famille varie selon les classifications (Hadeninae, Noctuinae, Xyleninae).

## Liste des espèces
- Xylena brucei (J. B. Smith, 1892).
- Xylena cineritia (Grote, 1875).
- Xylena curvimacula (Morrison, 1874).
- Xylena exsoleta (Linnaeus, 1758) — Antique ou Bois-sec.
- Xylena lunifera (Warren, 1910).
- Xylena nupera (Lintner, 1874).
- Xylena thoracica (Putnam-Cramer, 1886).
- Xylena vetusta (Hübner, 1813).